# Phigalia cinctaria
Phigalia cinctaria är en fjärilsart som beskrevs av French 1878. Phigalia cinctaria ingår i släktet Phigalia och familjen mätare. Inga underarter finns listade i Catalogue of Life.